# Роман Вячеславич
Роман Вячеславич (ум. после 1165) — князь из полоцкой ветви династии Рюриковичей.

## Происхождение
О происхождении Романа известно из «Истории Российской» Татищева. Согласно сведениям оттуда, он был внуком лукомского князя Ростислава Всеславича и имел отчество «Вячеславович» (однако об отце Романа, неком Вячеславе, никаких упоминаний в истории нет). Также, согласно Ипатьевской летописи, он был внуком ещё и киевского князя Вячеслава Владимировича через его неизвестную дочь.

## Биография
Упоминается он только единожды у Татищева под 1165 годом. Сказано, что смоленский князь Давыд Ростиславич в этом году сел княжить в Витебске, где до этого правил Роман, а ему взамен отдал города Василев и Красный, уделы Полоцкого княжества. Больше никаких упоминаний о Романе нет.